# Piet J. Kroonenberg
Piet J. Kroonenberg (9 maggio 1927 – Amsterdam, 7 settembre 2016) è stato uno storico e scrittore olandese, la cui ricerca è stata focalizzata sullo scautismo.

## Biografia
Attivo nello scautismo sin dal 1935, partecipò al 5º Jamboree mondiale a Vogelenzang, Bloemendaal, nei Paesi Bassi, nel 1937. Quando scoppiò la seconda guerra mondiale, Kroonenberg partecipò alla resistenza olandese e, come altri scout, fu impegnato come corriere in bicicletta presso la Croce rossa. Dopo la laurea, fu chiamato al servizio lavorativo da un'organizzazione tedesca che lavorava per il partito nazista, che all'epoca occupava i Paesi Bassi, ma si nascose con l'aiuto di un insegnante della sua scuola.
Il 17 settembre 1944, mentre si spostava in bicicletta verso una fattoria vicino ad Ele, si ritrovò casualmente nello sbarco aereo dell'esercito britannico mobilitato per la liberazione dell'Europa continentale. Kroonenberg aiutò i militari britannici come interprete, guida e lettore di carte topografiche, rimanendo con loro fino al 1947 e trovandosi di stanza anche nella Germania occupata..
È noto soprattutto per le sue opere sulla storia dello scautismo e resistenza durante la II Guerra Mondiale, nonché sulle organizzazioni scout clandestine nei paesi dell'est europeo disciolte forzatamente nel dopoguerra.

## Onorificenze
- Gouden Jacobsstaf - Scouting Nederland, 1959
- Zilveren Jacobsstaf - Scouting Nederland, 1973
- Medaglia Aleksander Kaminski, per i servizi resi al rinnovamento della ZHP - Związek Harcerstwa Polskiego, 1996
- Castoro di Bronzo, "per i molti anni di servizio allo scautismo e il contributo per la rinascita dello scautismo russo" - Русский Союз Скаутов (РСС, Unione Scout Russa), 2002[2]
- Medaglia di Santo Stefano, per il contributo alla ricostituzione del movimento scout ungherese durante il regime comunista - Magyar Cserkészszövetség, 2002
- Gouden Waarderingsteken - Friends of Scouting, 2005
- Croce d'Oro del Movimento Scout in Albania, per aver raccontato la storia dello scautismo in Albania

## Opere

### Libri
- Piet J. Kroonenberg, The Forgotten Movements, Ginevra, World Organization of the Scout Movement, 1989.
- Piet J. Kroonenberg, The Undaunted - The Survival and Revival of Scouting in Central and Eastern Europe, Ginevra, World Organization of the Scout Movement, 1998,  p. 420.
- Piet J. Kroonenberg, The Undaunted II - The Survival and Revival of Scouting in Eastern Europe and Southeast Asia, Ginevra, World Organization of the Scout Movement, 2003,  p. 94.

### Articoli
- Piet J. Kroonenberg, From a Toad to a World Emblem - The toad, the arrowhead and the Fleur-de-Lys, 1994.
- (NL) Piet J. Kroonenberg, Frits Philips 26/04/1905-05/12/2005 - Frits and Scouting, 2005.
- (NL) Piet J. Kroonenberg, Sint Joris - Uit het Scouting beeld verdwenen?, 2006.
- (NL) Piet J. Kroonenberg, Koninklijke Scouts, 2006.
- (NL) Piet J. Kroonenberg, Uit het logboek van Ton Gräber; een zomer zwerftocht in 1945, 2006.